# Allard L
Der Allard L ist ein viersitziger Sporttourer, den die britische  Firma Allard von 1946 bis 1950 herstellte.
Angetrieben wurde der Wagen von einem seitengesteuerten V8-Motor aus dem Ford Pilot mit 3622 cm³ Hubraum (Bohrung × Hub = 77,79 mm × 95,25 mm). Das 6,1:1 verdichtete Aggregat war mit einem Ford-Vergaser bestückt und leistete 85 bhp (62,5 kW) bei 3500/min. Über ein manuelles Dreiganggetriebe und eine Kardanwelle wurde die Motorleistung an die Hinterräder weitergeleitet.
Die Vorderräder waren am besonders leichten Rahmen einzeln an einer Querblattfeder aufgehängt. Hinten war die angetriebene Starrachse eingebaut, die ebenfalls an einer Querblattfeder hing. So ergab sich ein Radstand von 2845 mm und eine Spurweite vorne / hinten von 1473 mm.
1950 wurde der Tourenwagen ohne Nachfolger eingestellt.